# Vyšný Slavkov
Vyšný Slavkov (em húngaro: Felsőszalók; alemão: Oberschlauch) é um município da Eslováquia, situado no distrito de Levoča, na região de Prešov. Tem 17,18 km² de área e sua população em 2018 foi estimada em 257 habitantes.

## Demografia
| Ano:        | 1994 | 2004   | 2014    | 2024   |
| ----------- | ---- | ------ | ------- | ------ |
| Broj ljudi: | 358  | 336    | 284     | 258    |
| Razlika:    |      | -6,14% | -15,47% | -9,15% |

| Ano:               | 2023 | 2024   |
| ------------------ | ---- | ------ |
| Número de pessoas: | 263  | 258    |
| Diferença:         |      | -1,90% |